# Mandy Minella
Mandy Minella (nascida em 22 de novembro de 1985) é uma ex-tenista profissional luxemburguesa. Estreou no circuito WTA em 2001. Chegou ao 66 do mundo em simples, em setembro de 2012, e 47 em duplas, em abril de 2013.
Minella colecionou dois títulos de duplas no circuito WTA e quatro (1 de simples e 3 de duplas) no circuito Challenger, ou WTA 125. No circuito ITF, foram 16 conquistas de simples e 10 de duplas.
Havia sinalizado aposentadoria desde 2021, mas só concretizou-a no ano seguinte. Seu último jogo foi em junho, pelo qualificatório do Torneio de Wimbledon.

## Vida pessoal
Em 17 de outubro de 2014, Minella se casou com seu técnico Tim Sommer na cidade natal, Esch-sur-Alzette.

## Finais

### Circuito WTA

#### Simples: 1 (1 vice)
- Julho/2018, WTA de Gstaad: perdeu para Alizé Cornet.

#### Duplas: 7 (2 títulos, 5 vices)
| Status                | V–D                   | Torneio                                                          | Categoria                  | Parceira        | Adversárias                              | Resultado |
| Data                  | Data                  | Cidade/país                                                      | Piso                       | Parceira        | Adversárias                              | Resultado |
| --------------------- | --------------------- | ---------------------------------------------------------------- | -------------------------- | --------------- | ---------------------------------------- | --------- |
| Vice (2–5) Out 2018   | Vice (2–5) Out 2018   | BGL BNP Paribas Luxembourg Open Luxemburgo, Luxemburgo           | WTA International duro (c) | Vera Lapko      | Greet Minnen Alison Van Uytvanck         | 36–7, 2–6 |
| Vice (2–4) Set 2014   | Vice (2–4) Set 2014   | Kia Korea Open Seul, Coreia do Sul                               | WTA International duro     | Mona Barthel    | Lara Arruabarrena Irina-Camelia Begu     | 3–6, 3–6  |
| Vice (2–3) Set 2013   | Vice (2–3) Set 2013   | Tashkent Open Tashkent, Uzbequistão                              | WTA International duro     | Olga Govortsova | Tímea Babos Yaroslava Shvedova           | 3–6, 3–6  |
| Campeã (2–2) Abr 2013 | Campeã (2–2) Abr 2013 | Grand Prix de SAR La Princesse Lalla Meryem Marraquexe, Marrocos | WTA International saibro   | Tímea Babos     | Petra Martić Kristina Mladenovic         | 6–3, 6–1  |
| Campeã (1–2) Fev 2013 | Campeã (1–2) Fev 2013 | Copa Claro Colsanitas Bogotá, Colômbia                           | WTA International saibro   | Tímea Babos     | Eva Birnerová Alexandra Panova           | 6–4, 6–3  |
| Vice (0–2) Jan 2013   | Vice (0–2) Jan 2013   | Moorilla Hobart International Hobart, Austrália                  | WTA International duro     | Tímea Babos     | Garbiñe Muguruza María Teresa Torró Flor | 3–6, 56–7 |
| Vice (0–1) Fev 2012   | Vice (0–1) Fev 2012   | Copa BBVA Colsanitas Bogotá, Colômbia                            | WTA International saibro   | Stefanie Vögele | Eva Birnerová Alexandra Panova           | 2–6, 2–6  |